# Lommatzsch Lom-56
Lommatzsch Lom-56 war der Entwurf eines leichten Mehrzweckflugzeugs der DDR, der über das Planungsstadium nicht hinauskam.

## Entwicklung
In Rahmen des geplanten Aufbaus einer Luftfahrtindustrie in der DDR wurden im Mai 1952 vom Ministerium für Maschinenbau der Vorschlag zur Entwicklung eines einmotorigen Leichtflugzeugs unterbreitet. Das als P 101 bezeichnete Projekt sollte auf der Ar 79 basieren und mit einem Motor T 102 ausgestattet werden, der seinerseits auf dem Hirth HM 504A aufbauen sollte und von dem noch einzelne Baugruppen aus der Kriegsproduktion auf dem Gebiet der DDR vorhanden waren. Die Pläne wurden letztlich nicht verwirklicht, stattdessen wurde dem Leiter der Forschungs- und Entwicklungsstelle des VEB Apparatebau Lommatzsch, Heinz Roessing, gegen Ende 1955 ein Auftrag für ein kleines Mehrzweckflugzeug erteilt, das bei den fliegenden Einheiten der Kasernierten Volkspolizei (VP Luft), dem Vorläufer der DDR-Luftstreitkräfte, zum Einsatz kommen sollte. Die Forderung der KVP sahen ein als Einsitzer voll kunstflugtaugliches Schul-, Sport- und Schleppflugzeug vor, dass sich an der Jak-18 orientieren, aber bessere Leistungen als diese erreichen sollte. Beispielsweise sollte die Steiggeschwindigkeit 7 m/s betragen.
Geplant wurde der Bau von 100 Exemplaren, von denen die erste Hälfte im Jahr 1957 und die andere bis 1960 ausgeliefert werden sollte. Auch die Verwaltung der Aeroklubs, eine Tarnbezeichnung für den Stab der VP Luft, meldete einen Bedarf von 30 bis 40 Flugzeugen an, die bis 1960 übergeben werden sollten. Als Produktionsstandort war der VEB Maschinen- und Apparatebau Schkeuditz vorgesehen, wobei der ehemalige Siebelmitarbeiter Heinz Roessing und die anderen ehemaligen „Siebelianer“ der Konstruktionsgruppe sich für Halle aussprachen. Die ersten Bauzeichnungen sollten am 10. Januar 1956 eingereicht werden.
Die Gruppe um Roessing entschied sich für einen zweisitzigen Entwurf in Tiefdeckerauslegung. Als Antrieb für die Vorserie wurde ein tschechoslowakisches Minor-6-III-Triebwerk ausgewählt. Für die Serienausführung des anfangs als Lo-56, später als Lom-56 bezeichneten Flugzeugs war ein Lizenzbau des Antriebs geplant. Die ersten Überlegungen sahen die Gemischtbauweise mit einem teils mit Blech beplankten und teils mit Stoff bespannten Stahlrohrrumpf sowie ein Trag- und Leitwerk aus Holz vor, doch entschied man sich letztlich für eine Ganzmetallkonstruktion, die das Flugzeug weniger anfällig für schlechte Wetterbedingungen beim Abstellen im Freien machen sollte.
Die Beurteilung des Projekts erfolgte am 23. Januar 1956 durch die in Pirna ansässige Verwaltung für Industriebedarf (genauer: Sektor 1 – Entwicklung) und den Wissenschaftlich-Technischen Rat. Sie fiel extrem negativ aus und bescheinigte der Lom-56 eine nicht zeitgemäße Konstruktion, die die geforderten Parameter nicht erfüllt. Bezweifelt wurde die Festigkeit des schlanken Rumpfes insbesondere im Übergangsbereich zum Leitwerk und sogar eine Umkonstruktion gefordert. Schließlich wurden auch wirtschaftliche Faktoren wie das Fehlen einer für den Bau benötigten Zulieferindustrie beanstandet, wobei dieses Argument nur vorgeschoben gewesen sein dürfte, da zu dieser Zeit die Entwicklung des Verkehrsflugzeugs 152 in großem Ausmaß vorangetrieben wurde und dementsprechend auch der Aufbau einer geeigneten Teileindustrie. Als Resultat des schlechten Urteils wurden die Arbeiten an der Lom-56 eingestellt.

## Technische Daten
| Kenngröße                              | Daten (projektiert)                                                                             |
| -------------------------------------- | ----------------------------------------------------------------------------------------------- |
| Besatzung                              | 1–2                                                                                             |
| Spannweite                             | 11,20 m                                                                                         |
| Länge                                  | 9,00 m                                                                                          |
| Höhe                                   | 3,23 m                                                                                          |
| V-Form                                 | 6°                                                                                              |
| Antrieb                                | ein luftgekühlter Sechszylinder-Reihenmotor Walter Minor 6-III mit Verstellluftschraube (Ø 2 m) |
| Startleistung                          | 160 PS (118 kW)                                                                                 |
| Höchstgeschwindigkeit                  | 250–270 km/h                                                                                    |
| Landegeschwindigkeit                   | 80–85 km/h                                                                                      |
| Bahngeschwindigkeit bei bestem Steigen | 130 km/h                                                                                        |
| Steiggeschwindigkeit                   | 4,7 m/s (zweisitzig) 4,9 m/s (einsitzig) 5–6 m/s (nachgerechnet)                                |
| Schlepplast bei F-Schlepp              | 600 kg auf 3000 m Höhe                                                                          |